# Windhaager Messe
Die Windhaager Messe, WAB 25, ist eine Missa brevis, die 1842 von Anton Bruckner komponiert wurde.

## Entstehung und Stellung im Gesamtwerk
Bruckner schrieb die Windhaager Messe als achtzehnjähriger Schulgehilfe. Die Windhaager Messe, eigentlich Messe in C-Dur für Altstimme, zwei Hörner und Orgel, ist ein musikalisches Werk des österreichischen Komponisten Anton Bruckner (WAB 25). Ihren Beinamen bekam sie, weil die Messe um 1842 während Bruckners Aufenthalt im Dorf Windhaag bei Freistadt entstand. Die Windhaager Messe ist die erste von drei sogenannten „Choral-Messen“  - die Windhaager Messe, die Kronstorfer Messe und die Messe für den Gründonnerstag, die Bruckner komponierte, als er Schulgehilfe in Windhaag und in Kronstorf war. Wegen der Schlichtheit gilten sie als Frühwerke Bruckners, der in späteren Jahren mit groß angelegten Messekompositionen eine eigene Tonsprache entwickelte; zuerst bei der  Missa solemnis von 1854, dann nach seiner Studienzeit bei Simon Sechter bei den drei nummerierten Messen (Messe Nr. 1 in d-Moll, Messe Nr. 2 in e-Moll und Messe Nr. 3 in f-Moll).
Die Windhaager Messe wurde zunächst für Maria Jobst, die Alt Solistin des Chores der Kirche in Windhaag, komponiert. Später stellte sich heraus, dass sie für seine jüngere Schwester Anna komponiert wurde.
Die Partitur, deren Manuskript im Archiv von Wels aufbewahrt wird, wurde erstmals in Band I, S. 173–189 der Biographie Göllerich/Auer veröffentlicht. Er ist erschienen in Band XXI/2 der Bruckner Gesamtausgabe.

## Satzfolge
Die Komposition besteht aus sechs Teilen:
1. Kyrie, C-Dur
2. Gloria, C-Dur
3. Credo, C-Dur
4. Sanctus, C-Dur
5. Benedictus, Es-Dur
6. Agnus Dei, C-Dur

Das Werk, das einen auf ein striktes Minimum reduzierten Text verwendet, ist hauptsächlich von homophoner Textur – oft nahe am Cantus planus, wie z. B. der erste Satz von „Kyrie“ und „Credo“ – unterbrochen von gelegentlichen kontrapunktischen Passagen. Der Orgelpart besteht aus der melodischen Linie des Alt-Solos und einem meist unbezifferten Bass. Die Verwendung von Hörnern „fügt der Partitur ein warmes und vertrautes Timbre hinzu und hilft, die Harmonie zu klären“.
In der Tradition der „Landmessen“ verwenden das „Gloria“ und das „Credo“ nur einen Teil des Textes, der normalerweise mit diesen Teilen der Messe verbunden ist. Diese kurzen Messen (Missa brevis) wurden in ländlichen Kirchen in Österreich häufig verwendet, besonders in der Advents- und Fastenzeit.
Das kurze „Sanctus“ bietet die umfangreichsten Horn-Partien des Werks. Das „Benedictus“ in Es-Dur ist melodiöser und nutzt eine wesentlich weniger syllabische Textverteilung als die anderen Nummern. Der Schluss des „Agnus Dei“ erinnert an das „Credo“ – ein dezenter, aber wirkungsvoller Effekt musikalischer Integration.
Bruckners Bezeichnung dieser Komposition als „Choral-Messe“ bezieht sich auf ihre Einfachheit, ähnlich einem Hymnus. Von der Tonalität her folgt das Werk klassischen harmonischen Mustern, enthält aber, wie bei Bruckner zeitlebens, auch häufige Modulationen, oft recht weit von der Ausgangstonart entfernt und ohne Pivot-Akkord. Das häufige Auftauchen von Unisono-Passagen im gesamten Werk ist ein weiteres Merkmal von Bruckners späterem Stil. Kinder schließt seine Analyse wie folgt ab: „Die Aufmerksamkeit, die diesem bescheidenen Werk geschenkt wird, ist gerechtfertigt, nicht nur, weil es Bruckners erste größere Komposition war, sondern auch wegen seiner interessanten und prophetischen musikalischen Ideen.“

## Verwendung in der modernen Liturgie
Die Windhaager Messe lässt sich in der normalen liturgischen Praxis nicht gut verwenden, weil Bruckner einige Textpartien der textreichen Sätze Gloria und Credo nicht komponierte. Aus dem Wunsch, die Musik Bruckners trotzdem in der Liturgie einsetzen zu können, entstand 1927 eine Bearbeitung für vierstimmigen gemischten Chor, Streichquintett, zwei Hörner und Orgel, oder nur mit Orgelbegleitung. Sie stammt ursprünglich von Kajetan Schmidinger, Joseph Messner hat sie „revidiert, ergänzt und mit einer Orgelbegleitung versehen“.

## Diskografie

### Originalfassung
Eine Auswahl aus den Aufnahmen der Originalfassung der Messe:
- Wolfgang Riedelbauch, Ingeborg Russ (Alt): Anton Bruckner - Psalm 146 und Windhaager Messe – LP: Coloseum SM 548, 1972.
 Auf CD übertragen, mit der historischen Aufnahme von Bruckners  Sinfonie in d-Moll von Hortense von Gelmini: Klassic Haus KHCD 2012-007, 2012
- Ulrich Köbl, Cornelia Wulkopf (Alt): Sakrale Waldhornmusik – CD: Ars FCD 368 304, um 1988
- Rupert Gottfried Frieberger, Sigrid Hagmüller (Alt): Anton Bruckner – Oberösterreichische Kirchenmusik – Fabian Records CD: 5112, 1995
- Bernhard Prammer, Elisabeth Mayer (Alt): Kammermusikalische Kostbarkeiten von Anton Bruckner – CD: Weinberg Records SW 01 036-2, 1996
- Valeri Polianski, Ludmila Kunetsova (Mezzosopran): Bruckner - Messe in C-Dur,  Messe Nr. 2 in e-Moll – CD: Chandos CHAN 9863, 1998
- Matthias Giesen, Günther Groissböck (Bass), In Te Domine Speravi – Gramola CD 99327, 2024

### Arrangement von Schmidinger & Messner
- Svetlana Girba, KHG-Chor Karlsruhe, Ralph Hammer (Orgel), Musica sacra – CD erschienen im Chor, 1999
- Barbara Kling, Ottilia Cappella,   Himmelswege - Lieder vom Leben und von der Liebe – CD: EOS LC 28574, 2019